# Super Mario Odyssey
Super Mario Odyssey (スーパーマリオ オデッセイ, Sūpā Mario Odessei) é um jogo de plataforma desenvolvido pela Nintendo Entertainment Planning & Development e publicado pela Nintendo. Foi lançado mundialmente em 27 de outubro de 2017 exclusivamente para o Nintendo Switch. É o oitavo jogo de plataforma tridimensional na série principal Super Mario, retornando para o projeto de fases mais livres visto em Super Mario 64 e Super Mario Sunshine. No jogo, o icônico chapéu de Mario torna-se um personagem próprio (Cappy).
O jogo foi desenvolvido pela Nintendo's Entertainment Planning & Development, e começou a ser desenvolvido logo após o lançamento de Super Mario 3D World em 2013. Várias ideias foram sugeridas durante o desenvolvimento, e para incorporar todas elas, a equipe decidiu desenvolver um estilo de jogo sandbox. Ao contrário de episódios anteriores como New Super Mario Bros. e Super Mario 3D World, que eram voltados para um público casual, a equipe projetou Super Mario Odyssey para atrair os principais fãs da série. O jogo também apresenta uma música tema vocal, "Jump Up, Super Star!", a primeira da série.
Super Mario Odyssey foi aclamado pela crítica ao ser lançado, com elogios sendo direcionados à sua inventividade, apresentação e originalidade, bem como por reiterar e aprimorar conceitos introduzidos em Super Mario 64 e Super Mario Sunshine. O título foi citado como um dos melhores jogos da franquia Mario, entrando em várias listas de melhores jogos eletrônicos da história e vencendo inúmeros prêmios, incluindo alguns de Jogo do Ano. Odyssey vendeu mais de 23,5 milhões de cópias até março de 2022, tornando-se um dos jogos mais vendidos do Switch e de todos os tempos.

## Jogabilidade
Em Super Mario Odyssey, o jogador joga como Mario em suas aventuras por terras além do Reino dos Cogumelos com o auxílio de um novo personagem introduzido no jogo, o Cappy. Esse "chapéu vivo" garante um novo acréscimo à dificuldade e a dinâmica já vista nos jogos anteriores, pois além de ser uma forma de ataque além do seu tradicional pulo, ele dá também a habilidade de "capturar" os carismáticos inimigos da série e alguns objetos. A nova mecânica funciona da seguinte maneira: ao chacoalhar os Joy-Cons ou apertar um simples botão, Cappy é arremessado e volta para a cabeça de Mario automaticamente, apenas se não encostar em algo que ele possa interagir. Há também vários outros simples movimentos com os Joy-Cons que fazem o chapéu rodear o cenário de maneiras diferentes, sendo útil de várias maneiras, como por exemplo a possibilidade de coletar moedas eliminar inimigos ao seu redor com mais rapidez. As mecânicas já vistas anteriormente como o "Salto Bomba" e o "Salto Escalada" também estão presentes no jogo.
O jogo consiste em coletar "Power Moons" (Luas de Poder) para poder viajar pelo mundo com a nave Odyssey. O mundo é dividido em 17 reinos, que possuem características únicas e foram planejados para diferentes formas de exploração. Alguns também fazem referência a lugares famosos reais, como ocorre na Cidade de Nova Donkey Cada lugar tem suas Moedas Regionais, e elas tem uma forma diferente dependendo da região onde se localizam. Um detalhe importante é que o jogo inclui em seus reinos pequenas partes com a jogatina em 2D que servem para escalar construções ou para ir a outro lugar do cenário, nos remetendo aos antigos jogos da franquia. A jogabilidade desses trechos é quase a mesma de Super Mario Bros. do NES com pouquíssimas alterações (como em alguns trechos onde a gravidade muda).
Elementos fixos da franquia não foram colocados no jogo, como o sistema de vidas e os Poderes Adicionais. Ao morrer, Mario apenas perde 10 moedas e retorna do seu último checkpoint (mesmo se não tiver nenhuma moeda não ocorre um Fim de Jogo). Para gastar suas moedas o jogo apresenta as lojas Crazy Cap. Localizadas em todos os reinos, exceto Cloud Kingdom, Ruined Kingdom, Dark Side, e Darker Side, é aonde são vendidas roupas novas para o Mario e outros itens colecionáveis. As roupas podem ser compradas tanto com as moedas normais quanto com as moedas locais, e algumas são desbloqueadas também com os amiibos (apesar de não precisar ter um, uma vez que todas as roupas e colecionáveis já são desbloqueáveis dentro do próprio jogo). Cada Amiibo também pode interferir no gameplay de um jeito, como dando invencibilidade temporária, vidas extras e revelando localizações de Power Moons.

## História
Acima do Castelo da Peach, Mario luta contra Bowser em sua aeronave, com a Princesa a bordo também. Bowser finalmente derrota Mario enviando-o para um lugar desconhecido. Bowser então vai embora e começa seus preparativos para um casamento forçado com a Princesa Peach. O boné de Mario voa para fora do navio (que foi derrubado da cabeça de Mario durante seu último ataque) passando pelas hélices atrás do navio, destruindo-o. Os restos são pegos por um fantasma em forma de chapéu, que finalmente encontra Mario em sua terra, Bonneton, localizado em Cap Kingdom.
Depois, Mario acorda e encontra o chapéu. O fantasma se apresenta como Cappy e explica a Mario que Bowser não só havia atacado o reino, destruindo sua armada de aeronaves, mas também sequestrou Tiara, a irmã de Cappy. Então os dois se juntam para parar os planos de Bowser e salvar a Peach e Tiara, com Cappy transformado no chapéu do Mario, permitindo que Mario use as habilidades de Cappy. Cappy também informa Mario que eles podem encontrar um dirigível utilizável no próximo reino, que é acessível após alcançar a Top Hat Tower. Ao chegar, Mario é encontrado pelos Broodals, uma gangue de coelhos contratada por Bowser para planejar seu casamento. Depois de derrotar um dos Broodals, chamado Topper, Mario e Cappy usam uma linha de energia para viajar para Fossil Falls de Cascade Kingdom, onde eles encontram o dirigível, chamado Odyssey. Ela usa Power Moons como energia para viajar. Logo depois, Mario e Cappy encontram e derrotam Madame Broode, a chefe das Broodals, e a sua Cadela Chain-Chomp. Usando o poder da Multi Moon obtido da dupla, a Odyssey fica pronta, e Mario e Cappy a usam para perseguir o Bowser e os Broodals.
Mario e Cappy atravessam muitos reinos em sua aventura. Depois de passar por Tostarena de Sand Kingdom, Lake Lamode de Lake Kingdom e Steam Gardens de Wooded Kingdom, eles encontram Bowser na Nimbus Arena de Cloud Kingdom, e o derrotam. Bowser então dispara na Odyssey, fazendo com que ela caia na Forgotten Isle do Lost Kingdom.
Depois que Mario resgata Cappy de um Klepto e a dupla coleciona mais Power Moons para restaurar a Odyssey, eles se aventuraram pela New Donk City do Metro Kingdom, Shiveria do Snow Kingdom, Bubblaine do Seaside Kingdom e Mount Volbono do Luncheon Kingdom. Eles então tentam entrar no Castelo de Bowser no Reino de Bowser, no entanto, eles são encontrados por Bowser antes de chegar lá. Em vez de lutar contra Mario e Cappy, ele ordena ao Arruined Dragon (Dragão Arruinado) atacar a Odyssey. Isso faz com que eles caiam em Crumbleden do Ruined Kingdom, onde a dupla luta contra o Dragão Arruinado. Após a derrota do dragão, eles obtêm uma Multi Moon. Depois de restaurar novamente a Odyssey, eles finalmente vão ao Bowser's Castle e encontram Bowser com Peach. Bowser revela que planeja fazer seu casamento na lua e deixa Mario e Cappy para lutar contra os Broodals no RoboBrood.
Mario e Cappy destroem o RoboBrood, recuperando outra Multi Moon. Eles então se dirigem para Honeylune Ridge do Reino da Lua para parar o casamento entre Bowser e Peach. Eles interrompem o casamento quando Bowser está tentando colocar a Binding Band (anteriormente roubada de Tostarena) em Peach. Bowser pisa o chão, revelando um alçapão abaixo de Mario e Cappy, e eles caem. Bowser salta atrás deles e os envolve na batalha, mas é derrotado. Mario, Cappy, Peach e Tiara estão reunidos, mas logo descobrem que a área em que estão está entrando em colapso. Então Mario possui Bowser com o Cappy para escapar dali. Todos eles eventualmente retornaram à lua. Mario e Bowser propõem se casar com Peach ao mesmo tempo, com Mario oferecendo um Rocket Flower e Bowser oferecendo um buquê de Plantas Piranha. No entanto, Peach se constrange e rejeita ambos, saindo com Cappy e Tiara. Mario e Bowser ficam tristes e se consolam, mas Peach então o chama da Odyssey, dizendo: "Vamos para casa!". A Odyssey começa a voar, enquanto Mario e Bowser correm para alcançá-la. Mario pisa em Bowser e alcança Peach, deixando o vilão preso na lua.
A Odyssey pousa no Reino dos Cogumelos perto do Castelo de Peach. Cappy diz que ele gostava da aventura e os dois continuaram suas aventuras passando pelo Reino do Cogumelo, desbloqueando novos reinos e coletando novas Power Moons. Assim como os dois, Peach e Tiara também fazem uma viagem pelos reinos.

## Recepção
Super Mario Odyssey foi aclamado pela crítica especializada. No Metacritic ele obteve uma média de 97 de 100 e no GameRankings uma média de 98.22% em 100, se tornando um dos jogos mais bem avaliados da história.
O jogo ganhou o prêmio de "Melhor Jogo de Switch" no Destructoid's Game of the Year Awards 2017. Ganhou os prêmios de "Melhor Jogo de Plataforma" e "Melhor Música Original" no Best Games of 2017 do site americano IGN, enquanto suas outras indicações foram para "Game of the Year" e "Best Switch Game". 
A música "Jump Up, Super Star!" estreou em 33º lugar na Billboard Japan Hot 100 na semana do dia 11 de novembro de 2017. No Japão, a música alcançou o 1º lugar na iTunes Store japonesa. Na iTunes Store do Estados Unidos, a canção estreou na 25ª colocação na categoria "Todos os gêneros".
Super Mario Odyssey figurou em diversas listas de melhores jogos de todos os tempos, incluindo nas da Slant Magazine, IGN, Game Informer, Popular Mechanics, GamesTM e GamingBolt.